# Elrod (Schiff)
Die USS Elrod (FFG-55) ist eine Lenkkörper-Fregatte der United States Navy  und gehört zur Oliver-Hazard-Perry-Klasse. Sie ist das 45. Schiff der Klasse. Das Schiff soll Taiwan verkauft werden.

## Technik
Die Elrod wird zu den sog. long-hull gezählt, d. h., sie ist etwa 138 Meter lang und 13 Meter breit. Sie hat einen Tiefgang von 7 Meter. Auf dem Schiff arbeiten etwa 240 Personen, davon etwa 219 Besatzungsmitglieder und 21 Angehörige der Helikopterbesatzungen (sechs Piloten, 15 Mann Wartungspersonal).

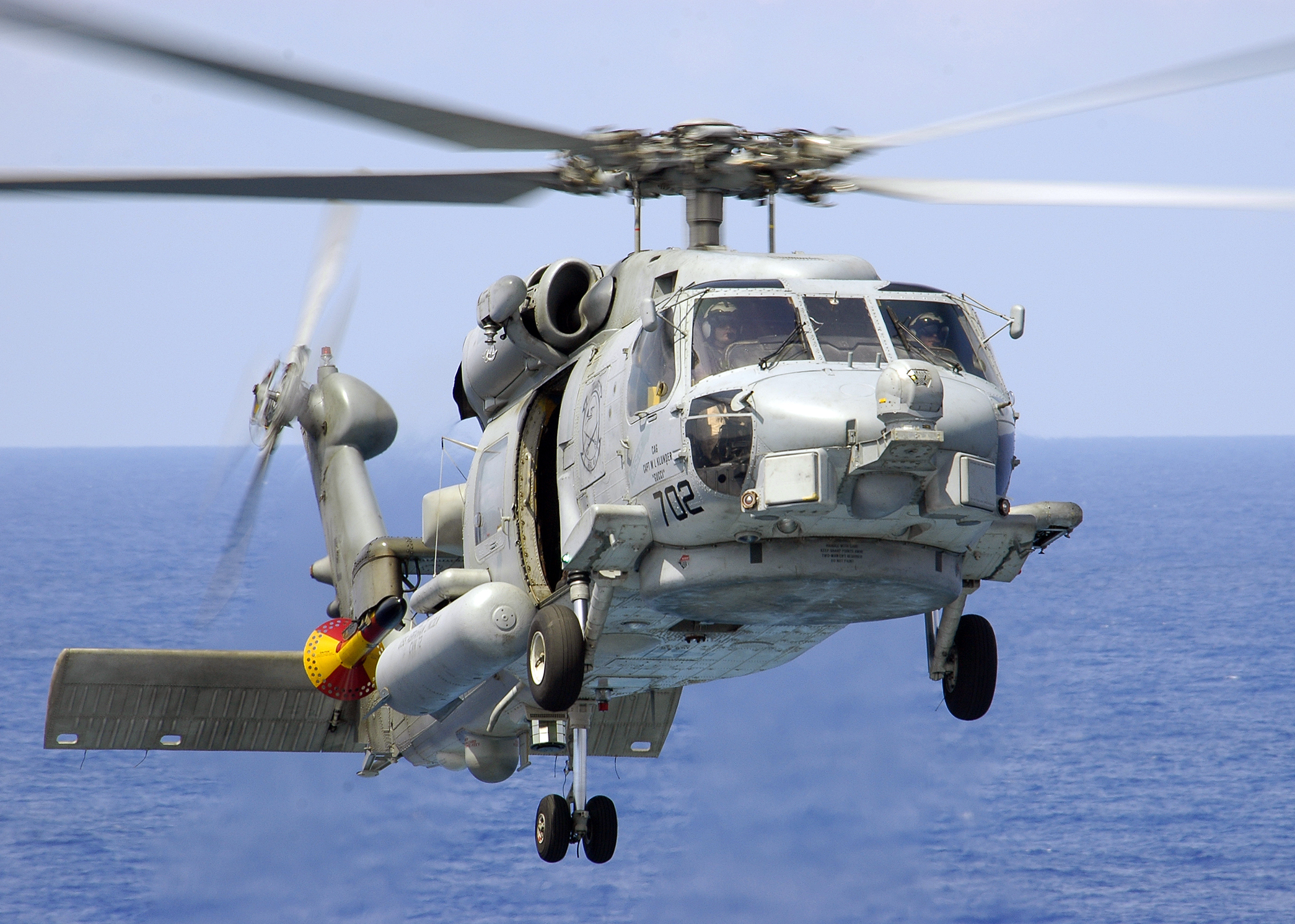
SH-60B Seahawk

Die USS Elrod war, wie alle Schiffe der Perry-Klasse, zunächst hauptsächlich als Geleitschiff zur Abwehr von Luft- und Seezielen konzipiert. Zu diesem Zweck war sie mit einem MK13-Starter für SM1-Raketen zur Luftabwehr und Harpoon-Raketen zur Bekämpfung von Seezielen ausgerüstet, der jedoch zu Beginn des 21. Jahrhunderts entfernt wurde.
Zur Seezielbekämpfung bleiben der Elrod noch ein einzelnes 76-mm-Geschütz sowie zwei Torpedorohre, die sich gegen U-Boote einsetzen lassen. Außerdem verfügt das Schiff über ein CIWS zur Abwehr von anfliegenden Seezielflugkörpern.
Zusätzlich befinden sich auf der USS Elrod zwei SH-60 Seahawk-Helikopter, die sich zur Bekämpfung von Oberflächenzielen und U-Booten eignen und die mit Penguin-Antischiffsraketen sowie Torpedos ausgerüstet werden können.

## Name und Insigne

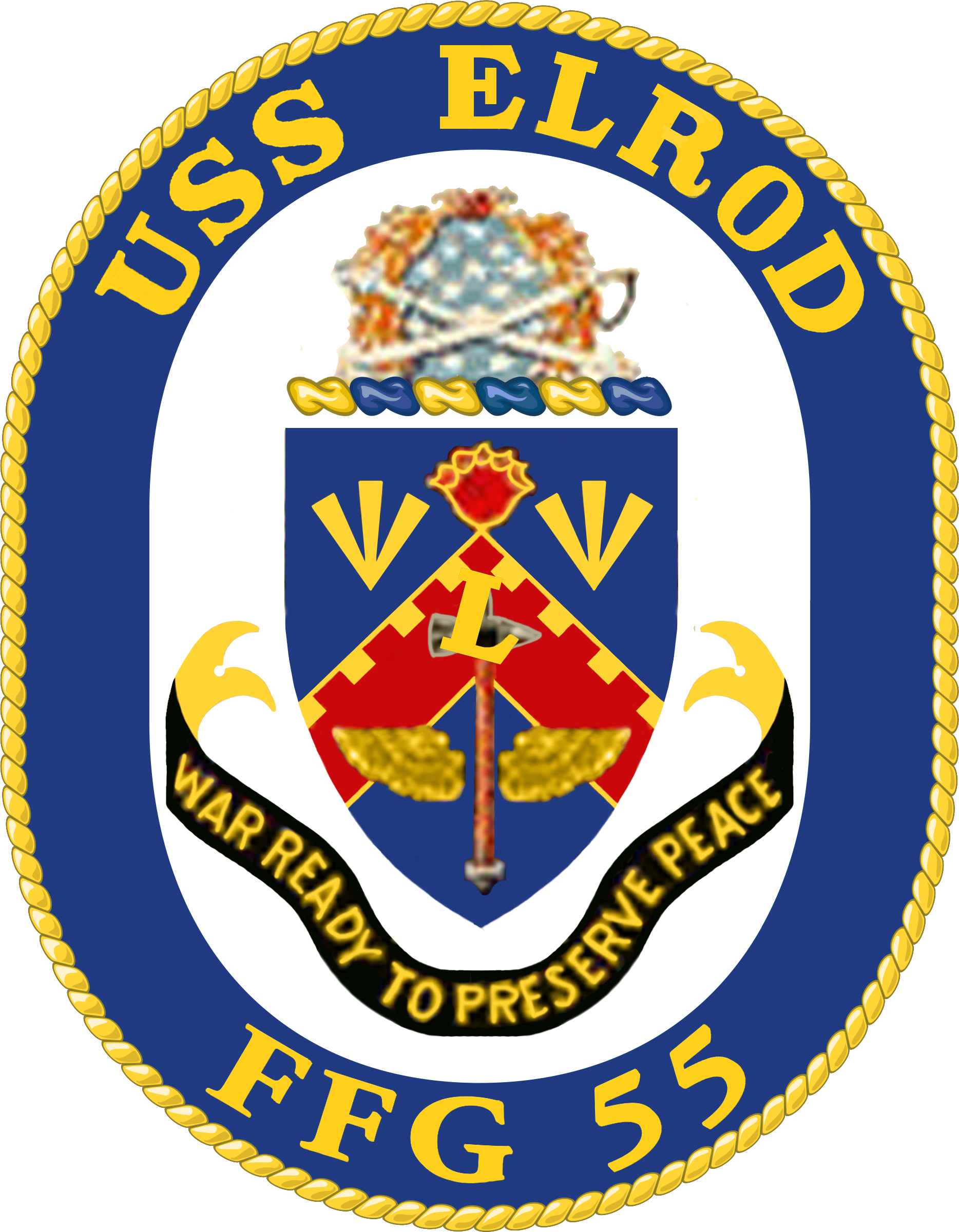
Insigne

Das Schiff wurde nach Henry T. Elrod (1905–1941) benannt. Elrod erhielt postum die Medal of Honor für die Verteidigung von Wake im Zweiten Weltkrieg.
Das Wappen der Elrod besteht aus einem Schild mit Helmschmuck, umrahmt mit dem Namen und der Kennung des Schiffes. Unter dem Schild steht das Motto der Fregatte „War ready to preserve peace“.

## Geschichte

### Bau
Die USS Elrod wurde 1981 bestellt. Im November 1983 wurde sie auf Kiel gelegt und nach knapp sechs Monaten Bauzeit, bei Bath Iron Works, vom Stapel gelassen. Am 10. Mai 1985 wurde die Fregatte ausgeliefert, acht Tage danach in Dienst gestellt. Im Moment ist das Schiff in Norfolk stationiert.

### Einsätze
Die ersten zwei Jahre verbrachte die Elrod mit Tests und Unterbindung des Drogenschmuggels mit der United States Coast Guard.
Im Mai und August 1987 nahm sie an der Übung FLEETEX teil. Im September fuhr die Elrod Richtung Persischen Golf, um die Operation Earnest Will zu unterstützen.
Nach Aufenthalten in Dschibuti, Genua, Toulon und Rota erreichten sie im März 1988 wieder Charleston. Das Jahr verbrachte sie weiter mit Tests und Hafenbesuchen, u. a. in Liverpool. 1989 verbrachte sie einen Großteil ihrer Zeit im Persischen Golf.
Der Anfang des neuen Jahrzehnts verbrachte die Elrod mit Übungen, Tests und Ausfahrten vor der Küste der USA. Im Mai und Juni 1991 beteiligte sich das Schiff am Krieg gegen die Drogen. Zum dritten Mal in ihrer Dienstzeit verließ die Elrod im September den Hafen um sich der Kampfgruppe der Dwight D. Eisenhower anzuschließen und in den Persischen Golf zu verlegen.
Im Februar 1992 ließ die Fregatte den Arabischen Golf hinter sich und fuhr in die Nordsee vor Norwegen, um an der Übung TEAMWORK 92 teilzunehmen. Im April kam sie dann wieder in den USA an. In der zweiten Jahreshälfte 1993 verlegt das Schiff in das Mittelmeer, wo sie Halt in Italien, Griechenland und Spanien machten. 1994 verbrachte die Elrod im nördlichen Atlantik und im Karibischen Meer.
Im Jahr 1995 wurde die Fregatte überholt und im Anschluss daran im September mit dem Kreuzer Vicksburg in den Arabischen Golf verlegt. Weihnachten und Silvester verbrachte die Mannschaft in Dubai.
Am 19. März 1996 legte das Schiff in ihrem Heimathafen Norfolk wieder an. Das restliche Jahr kreuzte die Elrod vor der Ostküste der USA.
Am 18. August 1997 lief sie zum fünften Mal in ihrer Dienstzeit im Persischen Golf ein. Hafenstops wurden in Dubai und Bahrain eingelegt. Ende Januar 1998 erreichte sie wieder die Vereinigten Staaten. 1999 fuhren sie ins Mittelmeer. Nach knapp sechs Monaten u. a. in Griechenland, Türkei, Israel und Spanien erreichte FFG-55 im November wieder Norfolk.
Das neue Jahrhundert begann für das Schiff und für die Crew ruhig, sie kreuzten vor der Küste der USA und hielten in einigen Städten (auch in Kanada). Im September 2001 verlegte die Elrod mit der Theodore Roosevelt ins Mittelmeer und wurde Mitglied der Standing NATO Maritime Group 2. Später unterstützte die Crew die Operation Direct Endeavor und die Operation Enduring Freedom.
Im November 2003 versenkte die Fregatte das Schiff USS Yosemite im Rahmen einer SINKEX. Zum vierten Mal in ihrer Dienstzeit, verlegte im Mai 2004 die Elrod ins Mittelmeer. Dort nahm sie zum zweiten Mal an der Operation Direct Endeavor teil. Außerdem schütze sie die Olympischen Sommerspiele 2004 in Athen. Im September erreichte die Mannschaft wieder Norfolk.